# Пенич, Ян
Ян Юре Боже Пенич (нем. Jan Jure Bože Penic; 31 декабря 1991, Мюнхен) — хорватский футболист, левый полузащитник.

## Биография
В юношеском возрасте занимался в молодёжных составах германского «Кёльна», нидерландского «Твенте», хорватского «Хайдука» (Сплит). Взрослую карьеру начинал в командах из Баварии, выступавших в турнирах регионального уровня.
Летом 2014 года перешёл в эстонский клуб «Левадия» (Таллин). Дебютный матч в чемпионате Эстонии сыграл 12 июля 2014 года против нарвского «Транса» (7:0), вышел на замену в перерыве, а на 64-й минуте забил свой первый гол. Всего за половину сезона сыграл 14 матчей и забил 3 гола в эстонской лиге и стал со своим клубом чемпионом страны. Также принял участие в двух матчах Лиги чемпионов.
После возвращения в Германию продолжал выступать за клубы регионального уровня, выступавшие в лиге южной Баварии (Bayernliga Süd).
В период выступлений в Эстонии был заявлен как гражданин Германии. В конце 2010-х годов включался в заявки как гражданин Хорватии и Англии.

## Достижения
- Чемпион Эстонии: 2014